# Селиханов, Сергей Иванович
Серге́й Ива́нович Селиха́нов (8 марта 1917, Петроград — 28 сентября 1976, Минск) — белорусский советский скульптор, народный художник БССР (1963).

Монумент «Непокоренный человек» в мемориальном комплексе «Хатынь», автор — С. И. Селиханов, 1969 г.

## Биография

### Юность
Сергей Иванович Селиханов родился 8 марта 1917 года и происходил из петроградской рабочей семьи. Отец был родом из Оршанского уезда Могилёвской губернии, мать — из крестьян Псковской губернии. После смерти отца в 1921 году семья переехала в Оршу, где будущий скульптор жил до 1933 года, когда поступил учиться в Витебское художественное училище, которое окончил в 1937 году. Наряду с занятиями живописью и графикой, успешно освоил художественную лепку, что в дальнейшем привело к окончательному профессиональному выбору — созданию скульптурных композиций.

### Период Великой Отечественной войны
Первая выставка Сергея Селиханова как скульптора состоялась в 1940 году. Одновременно с этим событием произошёл переезд в Минск. С началом Великой Отечественной войны Сергей Иванович ушёл рядовым на фронт, в противотанковую артиллерию, где получил звание офицера. Участвовал в тяжелейших боях под Москвой и Ржевом, на Курской дуге, на Воронежском и Калининском фронтах, принимал участие в форсировании Днепра и воевал за Карпаты и Силезию. День Победы встретил в Праге. Был удостоен орденов Отечественной войны I и II степеней, ордена Красной Звезды и медали «За отвагу». Во время войны им также было создано большое количество карандашных портретов однополчан.

### Послевоенное творчество
В 1946 году Сергей Селиханов вернулся в Минск. Основной темой его творчества стала Великая Отечественная война.
В 1947 году скульптор создаёт свою первую послевоенную композицию — двухфигурная скульптура «За честь знамени».
В 1948 году была создана двухметровая скульптурная композиция «Освобождение», включающая в себя фигуры бойца с автоматом и прижавшегося к нему ребёнка. После этой работы к Сергею Селиханову пришло первое признание.
В 1950 году скульптор принял участие в оформлении белорусского павильона в Москве на ВДНХ СССР, для чего были созданы скульптурная композиция «Белоруссия трудовая» и фигура советского партизана, Героя Великой Отечественной войны К. С. Заслонова.
Также, Сергей Селиханов создал ещё один памятник для Москвы — это 5-метровая скульптура А. Г. Столетова, расположенная на территории физфака МГУ.
В 1954 году Сергей Иванович участвовал в создании монумента Победы на Круглой площади в Минске. Он был автором одного из четырёх горельефов, украшающих памятник, на тему «Советская армия в годы Великой Отечественной войны».
3 июля 1955 года состоялось открытие установленного в привокзальном сквере за зданием железнодорожного вокзала в Орше памятника Герою Советского Союза легендарному Партизану Константину Сергеевичу Заслонову, одному из руководителей в годы Великой Отечественной Войны Оршанского подполья, работы Сергея Ивановича Селиханова.

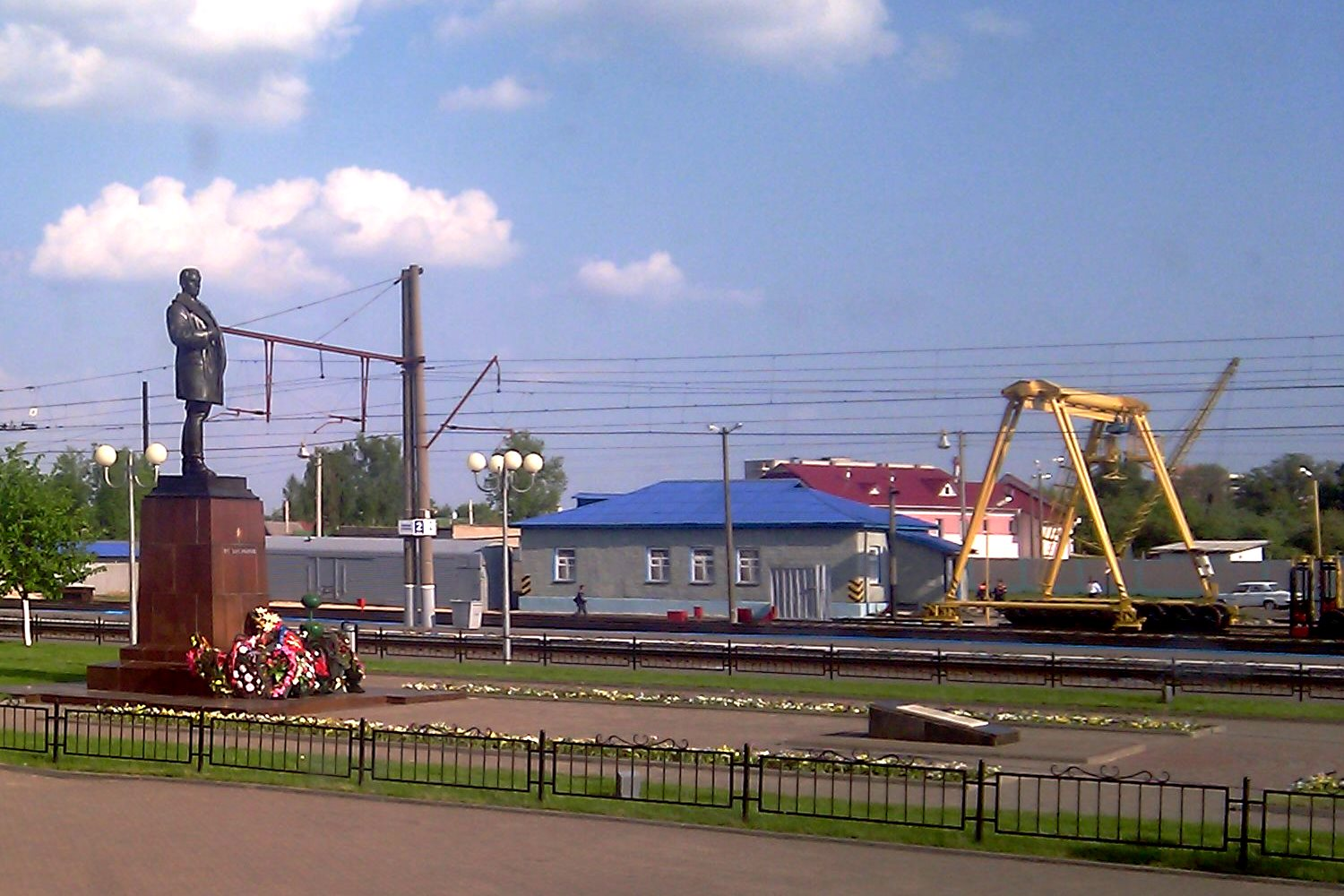
Памятник Константину Заслонову в Орше на Привокзальной площади

В 1950-е годы Селиханов работал также в жанре портрета. Им были созданы портреты таких известных белорусских деятелей искусства, как Иван Мележ, Алесь Якимович, народный артист СССР Геннадий Цитович.
В 1955 году за весомый вклад в белорусскую культуру Селиханову присвоили звание заслуженного деятеля искусств БССР.
В 1956 году в составе группы советских деятелей искусства Сергей Селиханов посетил КНР, где создал около 30 скульптурных работ, таких, как «Маленькая китаянка», «Китайский кули», портрет Ци Байши.
В 1958 году в Минске, в сквере около Оперного театра была установлена 4-метровая бронзовая скульптура — памятник белорусскому пионеру-герою, партизану Марату Казею, трагически погибшему в 1943 году. Над созданием этой скульптуры Сергей Селиханов работал совместно с архитектором Виктором Волчеком.
В 1961 году в Солигорском районе Минской области, около деревни Великий Лес был установлен памятник работы Сергея Селиханова, посвящённый партизанам — братьям Михаилу и Ивану Цубам, повторившим здесь подвиг Ивана Сусанина в феврале 1943 года.
В начале 1960-х годов Сергей Селиханов создал ряд скульптурных композиций, посвящённых героям Великой Отечественной войны. Это «Последний бой» и «Защитники Брестской крепости».

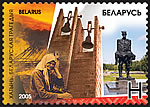
Почтовая марка Беларуси с изображением скульптуры «Непокоренный человек» в Хатыни

В конце 1960-х годов скульптор создал для Академии наук БССР мраморный бюст писателя Якуба Коласа и для Государственного художественного музея БССР бюст партийного деятеля Николая Голодеда .
В 1963 году С. И. Селиханову было присвоено звание народного художника БССР.
В 1965 году Сергей Селиханов совместно с архитекторами Юрием Градовым, Валентином Занковичем и Леонидом Левиным приступил к созданию монумента «Непокоренный человек» в мемориальном комплексе «Хатынь», который был закончен к 1969 году. Прототипом скульптуры стал Иосиф Каминский, житель сожжённой деревни Хатынь, свидетель трагедии. Памятник представляет собой 6-метровую фигуру мужчины с телом убитого ребёнка на руках.
В 1970 году за создание монумента в Хатыни Сергей Селиханов первым из белорусских художников был удостоен Ленинской премии.
Им создана скульптура партизана Люси Чаловской, установленная в Борисове.
Сергей Селиханов умер 28 сентября 1976 года.
Внук Сергея Ивановича, Константин Селиханов, является одним из самых известных скульпторов XXI века в Беларуси.

## Признание
- Член Союза художников БССР (1948).
- Заслуженный деятель искусств БССР (1955).
- Народный художник БССР (1963).
- Лауреат Ленинской премии (1970) за создание центральной скульптурной группы мемориального комплекса «Хатынь».

## Память
- На доме № 3 по улице Суворова в Витебске, где был расположен художественный техникум, установлена мемориальная доска.
- На доме № 17/30 по улице Янки Купалы в Минске, где жил художник, установлена мемориальная доска.